# EWR VJ 101
El EWR VJ 101 fue un avión de caza VTOL de reactores basculantes experimental alemán de los años 1960. El VJ (Versuchsjäger, «caza experimental» en alemán ). Iba a ser la base para un sucesor del F-104G Starfighter, pero fue cancelado en 1968 después de un programa de pruebas de cinco años. El VJ 101 fue uno de los primeros diseños V/STOL con capacidad para un eventual vuelo a velocidades Mach 2.

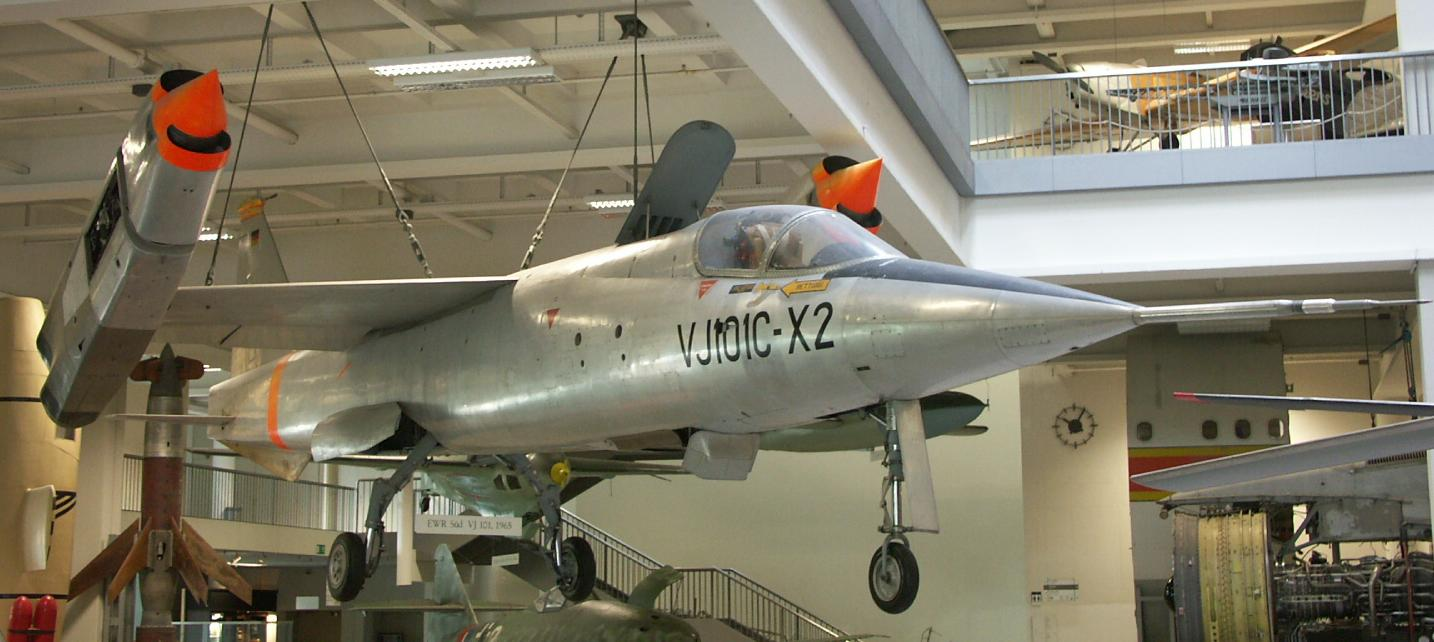
EWR VJ101C expuesto en el Deutsches Museum de Múnich.

## Especificaciones (VJ 101C X-2)
Referencia datos: Macdonald Aircraft Handbook

### Características generales
- Tripulación: 1 piloto
- Longitud: 15,7 m
- Envergadura: 6,61 m
- Altura: 4,1 m
- Peso máximo al despegue: 6.100 kg
- Planta motriz: 6× Turborreactor Rolls-Royce RB145.
  - Empuje normal: 12,2 kN 2.750 lbf de empuje cada uno.

### Rendimiento
- Velocidad máxima operativa (Vno): Alcanzada Mach 1,04

### Aeronaves similares
- VFW VAK 191B
- Bell XF-109
- Hawker Siddeley Harrier
- Hawker Siddeley P.1154
- Hawker Siddeley P.1127
- Yakovlev Yak-38